# Henrik
A Henrik férfinév a germán Heinrich névből származik. Elemeinek jelentése: ház (vagy bekerített hely) és hatalmas, uralkodó. Női változata: Henriett, Henrietta. 

## Rokon nevek
- Harri:[1] a Henrik angol megfelelőjének a beceneve.[3]

## Gyakorisága
Az 1990-es években a Henrik ritka, a Harri szórványos név, a 2000-es években nem szerepelnek a 100 leggyakoribb férfinév között.

## Névnapok
Henrik
- január 16.[2]
- január 25.[2]
- március 2.[2]
- március 16.[2]
- július 13.[2]
- július 15.[2]

Harri
- március 2.[3]
- július 13.[3]

## Idegen nyelvű alakjai
- Annraoi, Anraí (ír)
- Enric (katalán)
- Enrico (olasz)
- Enrique (spanyol)
- Harri (finn)
- Heinrich, Hein (német)
- Henri (francia)
- Henry, Harry (angol)
- Henryk (lengyel)
- Jindřich (cseh)

## Híres Henrikek, Harrik
- Szent Henrik
- Heinrich Böll német író, irodalmi Nobel-díjas
- Bucsek Henrik magyar hegymászó, filatélista
- Enrico Caruso olasz operaénekes (tenor)
- Dembinszky Henrik (Henryk Dembiński) lengyel gróf, honvéd tábornok
- Heinrich Mann német író
- Fazola Henrik német származású magyar vasműves
- Enrico Fermi olasz fizikus
- Henry Ford amerikai autógyáros
- Hajós Henrik úszó
- Havas Henrik újságíró, egyetemi docens
- Heinrich Heine német költő
- Heinrich Himmler náci politikus, SS-vezető
- Henrik Ibsen norvég író
- Kemény Henrik bábjátékos
- Henry Kissinger amerikai Nobel-békedíjas, diplomata, politikus
- Marczali Henrik történész
- Matyasovich Henrik, jezsuita
- Pap Henrik festőművész
- Harry Potter, fiktív regényhős
- Heinrich Schliemann német régész
- Henryk Sienkiewicz lengyel regényíró, irodalmi Nobel-díjas
- Thierry Henry, francia labdarúgó
- Tengerész Henrik portugál infáns
- Harry S. Truman, amerikai elnök
- Werth Henrik magyar katonatiszt
- Henryk Wieniawski lengyel hegedűvirtuóz és zeneszerző

### Uralkodók

#### Német királyok és német-római császárok
- I. (Madarász) Henrik
- II. (Szent) Henrik
- III. Henrik
- IV. Henrik

#### Angol királyok és hercegek
- I. Henrik angol király
- II. Henrik (Plantagenet) angol király
- III. Henrik angol király
- IV. Henrik angol király
- V. Henrik angol király
- VI. Henrik angol király
- VII. Henrik angol király
- VIII. Henrik angol király
- Henrik sussexi herceg

#### Francia királyok
- II. Henrik (Capeting) francia király
- III. Henrik (Valois) francia király
- IV. Henrik (Navarrai) francia király

#### Bajor hercegek
- II. (Civakodó) Henrik
- X. (Kevély) Henrik

#### Latin császár
- I. Henrik császár